# Brent Copeland
Brent Copeland (né le 29 février 1972 à Johannesbourg) est un coureur cycliste et dirigeant d'équipes cyclistes sud-africain. Il est manager général de l'équipe Mitchelton-Scott depuis juillet 2020. Il a auparavant dirigé les équipes MTN-Qhubeka, Lampre-Merida et Bahrain-Merida.

## Biographie
Brent Copeland débute en cyclisme durant son enfance en Afrique du Sud. Sélectionné en équipe nationale, il dispute avec elle le Rapport Toer, le Tour d'Afrique du Sud. Il s'installe en Suisse en 1994 et court pour le Velo Club de Lugano. Il y côtoie notamment Oscar Camenzind, Rubens Bertogliati, Armin Meier. Il se fixe alors pour objectif de passer professionnel avant l'âge de 25 ans. Ne remportant aucune course en Europe, il n'y parvient pas. Cependant, le VC Lugano crée une équipe conjointe avec l'équipe japonaise Nippon Hodo et offre à Brent Copeland l'occasion de rester dans le milieu du cyclisme en devenant masseur. En fin d'année 1997, il aide le coureur sud-africain Robert Hunter à intégrer le VC Lugano, puis l'année suivante l'équipe Mapei. Copeland se retrouve sans employeur après que Nippo Hondo s'est séparé du VC Lugano. À la même période, une partie de l'équipe Mapei, avec à sa tête Giuseppe Saronni, forme la nouvelle équipe Lampre-Daikin. Robert Hunter aide Copenland à s'y faire recruter. Ce dernier en devient l'un des directeurs sportifs en 1999, à 27 ans. Outre Hunter, il y retrouve ses anciens coéquipier Camenzind et Bertogliati. Il reste dans cette équipe jusqu'en 2009. Il dirige également l'équipe nationale sud-africaine lors de trois championnats du monde.
De 2010 à 2012, Brent Copeland travaille pour le pilote de MotoGP Ben Spies. En 2013, il revient au cyclisme et dirige l'équipe sud-africaine MTN-Qhubeka. À l'issue de cette saison, Lampre-Merida l'engage au poste de manager général, en remplacement de Giuseppe Saronni. En 2017, il quitte Lampre-Merida et devient manager général de la nouvelle équipe Bahrain-Merida. Fin 2019, avec l'arrivée de Rod Ellingworth voulue par le nouveau sponsor McLaren, son champ de compétences devient plus limité et il décide de quitter l'équipe.
En juillet 2020, il est nommé manager général de Mitchelton-Scott